# Timothy Ridout
Timothy Ridout (* 1995 in London) ist ein britischer Violinist und Bratschist.
Ridout studierte an der Londoner Royal Academy of Music und schloss sein Studium dort 2016 mit dem Queen’s Commendation for Excellence ab. Von 2016 bis 2019 folgte ein Studium an der Kronberg Academy bei Nobuko Imai. Er trat bisher unter anderem mit dem BBC Symphony Orchestra, dem Tokyo Metropolitan und dem hr-Sinfonieorchester auf. Er arbeitet mit Künstlern wie Janine Jansen, Steven Isserlis, Joshua Bell, Isabelle Faust, Kian Soltani und Christian Tetzlaff zusammen. Als Kammermusiker hat er an Festivals wie dem Rheingau Musik Festival, dem Kissinger Sommer und den Festspielen Mecklenburg-Vorpommern teilgenommen.
2014 gewann Ridout den Wettbewerb Cecil Aronowitz International Viola Competition sowie 2016 den 1. Preis beim nach dem Bratschisten Lionel Tertis benannten Wettbewerb Lionel Tertis International Viola Competition. 2024 wurde Ridout beim Festival Kissinger Sommer mit dem Luitpoldpreis ausgezeichnet. 2025 folgte beim Opus Klassik die Auszeichnung als Nachwuchskünstler des Jahres.

## Diskografie (Auswahl)
- 2017: Vieuxtemps, Complete Works for Viola, Timothy Ridout (Viola), Ke Ma (Klavier)
- 2020: Britten, Vaughan-Williams, Hindemith, Martinu, Music for Viola and Chamber Orchestra, Orchestre de Chambre de Lausanne
- 2021: A Poet's Love, Prokofjew: Romeo & Julia. Schumann: Dichterliebe. Timothy Ridout (Viola), Frank Dupree (Klavier)
- 2022: Berlioz, Harold en Italie. Orchestre philharmonique de Strasbourg
- 2023: Elgar: Viola Concerto. Bloch: Suite For Viola and Orchestra. Timothy Ridout (Viola), BBC Symphony Orchestra
- 2024: A Lionel Tertis Celebration: Timothy Ridout (Viola), Frank Dupree (Klavier), James Baillieu (Klavier).